# Aquarius (film)
Aquarius – brazylijsko-francuski dramat filmowy z 2016 roku w reżyserii Klebera Mendonçy Filho. W roli głównej wystąpiła Sônia Braga. Zdjęcia kręcono w Recife. Film startował w sekcji konkursowej na 69. MFF w Cannes.

## Opis
65-letnia wdowa Clara (Sonia Braga) jest emerytowanym krytykiem muzycznym. Jako ostatnia zamieszkuje zbudowaną w 1940 roku rezydencję Aquarius w Recife. Przysięgła opuścić to miejsce dopiero po swojej śmierci. Rozpoczyna więc walkę ze spółką, która ma inne plany zagospodarowania tego terenu. Działania te pozwalają Clarze odpocząć od życia powszedniego i tęsknoty za bliskimi.

## Obsada
- Sônia Braga jako Dona Clara
- Bárbara Colen jako młoda Clara
- Humberto Carrão jako Diego, przedstawiciel firmy budowlanej
- Irandhir Santos jako Roberval, ratownik
- Maeve Jinkings jako Ana Paula, córka Clary
- Pedro Queiroz jako Tomás, bratanek Clary
- Julia Bernat jako Julia, dziewczyna Tomasa
- Zoraide Coleto jako Ladjane, pomoc domowa Clary

## Recenzje
Na stronie Rotten Tomatoes 97% spośród 100 widzów oceniło film pozytywnie. Na stronie AdoroCinema film uzyskał notę 4,4 na 5. Ocena opiera się na 25 recenzjach z brazylijskiej prasy. Ocena strony Metacritic, bazująca na 22 prasowych recenzjach, to 88 na 100.
Peter Bradshaw z The Guardian przyznał filmowi 4 gwiazdki na 5 i nazwał go „pięknie opowiedzianym i zaskakującym” oraz „bogatym i szczegółowym studium postaci, które zanurza publiczność w życiu i umyśle głównej postaci, Clary, brawurowo zagranej przez Sônię Bragę”. Jednocześnie Bradshaw skrytykował zakończenie filmu.
Brazylijski dziennik Folha de S. Paulo za jedną z głównych zalet filmu uznaje odwagę w podejmowaniu kwestii politycznych, co kino brazylijskie przeważnie pomija i uznaje za tabu. Tymczasem w filmie Aquarius reżeser „obnaża wszystko to, czego Brazylijczycy woleliby nie widzieć”.

## Kontrowersje
Podczas oficjalnej premiery Aquariusa na 69. MFF w Cannes aktorzy i załoga pracująca przy produkcji filmu zaprotestowała przeciwko ówczesnym wydarzeniom politycznym w Brazylii (w 2016 roku przeprowadzono impeachment prezydent Dilmy Rousseff, a jej następcą został dotychczasowy wiceprezydent Michel Temer). Aktorzy solidaryzując się z odwołaną prezydent, wystąpili z kartkami, na których napisali m.in. „W Brazylii ma miejsce zamach stanu”, „Świat nie może zaakceptować tego nielegalnego rządu”, „Dilma, jesteśmy z tobą”.
Następnego dnia na konferencji prasowej reżyser wyjaśnił:

Wpadliśmy na pomysł, żeby coś zrobić. Nie chciałem, żeby to było coś hałaśliwego ani w najmniejszym stopniu nieodpowiedniego. Więc zdecydowaliśmy się na kartki A4 z naprawdę krótkimi zdaniami, które mówią o tym, co teraz się dzieje w Brazylii. W Cannes jest wiele kamer i aparatów, więc to się bardzo dobrze sprawdziło.

Podobnie wypowiedziała się aktorka grająca główna rolę, Sonia Braga:

Bardzo ważne jest to, żeby przedstawić na forum międzynarodowym wydarzenia, jakie obecnie mają miejsce w Brazylii. Bo media brazylijskie nie mówią całej prawdy oraz dlatego, że wiele osób czuje, że Brazylia jest podzielona.

Prawicowy brazylijski felietonista Reinaldo Azevedo nazwał protest w Cannes „bufonadą” wyreżyserowaną przez zwolenników Partii Pracujących i na łamach magazynu Veja nawoływał do bojkotu filmu, gdy tylko wejdzie na ekrany brazylijskich kin.

## Nagrody
| Festiwal                        | Nagroda                                       | Wynik     |
| ------------------------------- | --------------------------------------------- | --------- |
| 69. MFF w Cannes                | Złota Palma                                   | Nominacja |
| 69. MFF w Cannes                | Queerowa Palma                                | Nominacja |
| Festiwal Filmowy w Sydney       | Najlepszy Film                                | Nagroda   |
| Transatlantyk Festival          | Najlepszy Film                                | Nagroda   |
| MFF w Jerozolimie               | Najlepszy Film                                | Nominacja |
| MFF w Mar del Plata             | Golden Astor                                  | Nominacja |
| MFF w Mar del Plata             | Silver Astor – Najlepsza aktorka: Sônia Braga | Nagroda   |
| MFF w Mar del Plata             | Nagroda publiczności                          | Nagroda   |
| MFF w Mar del Plata             | ACCA Award Najlepszy film zagraniczny         | Nagroda   |
| MFF w Limie                     | Nagroda Jury                                  | Nagroda   |
| MFF w Limie                     | Najlepsza aktorka: Sônia Braga                | Nagroda   |
| MFF w Monachium                 | Najlepszy Film                                | Nominacja |
| MFF w Zurychu                   | Najlepszy film zagraniczny                    | Nominacja |
| Independent Spirit Awards       | Najlepszy film zagraniczny                    | Nominacja |
| San Diego Film Critics Society  | Najlepszy film zagraniczny                    | Nominacja |
| San Diego Film Critics Society  | Najlepsza aktorka: Sônia Braga                | Nagroda   |
| MFF w Hawanie                   | Najlepsza aktorka: Sônia Braga                | Nagroda   |
| 42. ceremonia wręczenia Cezarów | Najlepszy film zagraniczny                    | Nominacja |
| MFF w Cartagena de Indias       | Najlepszy Film                                | Nagroda   |